# 陈国星 (导演)
陈国星（1956年—），男，汉族，中华人民共和国导演，中国电影集团公司一级导演，第十一届全国政协委员。

## 生平
2008年，当选第十一届全国政协委员，代表文化艺术界，分入第二十八组。

## 家庭
前妻方舒为演员，两人于1994年离婚。